# 49439 Jeanlouispala
49439 Jeanlouispala è un asteroide della fascia principale. Scoperto nel 1998, presenta un'orbita caratterizzata da un semiasse maggiore pari a 3,047169 UA e da un'eccentricità di 0,105839, inclinata di 11,046922° rispetto all'eclittica. Ha un diametro di 4,758 km. Ha un periodo di rotazione di 31,283 ore.